# Janusia janusioides
Janusia janusioides är en tvåhjärtbladig växtart som först beskrevs av Adrien Henri Laurent de Jussieu, och fick sitt nu gällande namn av W.R. Anderson. Janusia janusioides ingår i släktet Janusia och familjen Malpighiaceae. Inga underarter finns listade i Catalogue of Life.